# Custer County (Colorado)
Custer County is een county in de Amerikaanse staat Colorado.
De county heeft een landoppervlakte van 1.914 km² en telt 3.503 inwoners (volkstelling 2000). De hoofdplaats is Westcliffe.